# Worsfoldfjellet
Das Worsfoldfjellet ist ein 2300 m hoher und vereister Berg in der Heimefrontfjella des ostantarktischen Königin-Maud-Lands. Er ragt im südwestlichen Teil der Tottanfjella auf.
Wissenschaftler des Norwegischen Polarinstituts benannten ihn 1967. Namensgeber ist der britische Geologe Richard John Worsfold (* 1940), der für den British Antarctic Survey unter anderem von 1962 bis 1965 auf der Halley-Station tätig war.